# Svart stad
Svart stad är en diktsamling av Artur Lundkvist utgiven 1930.
Boken var Lundkvists tredje diktsamling efter debuten med Glöd. Dikterna skildrar samtida stadsmotiv och rymmer starka intryck från Carl Sandburgs diktning, en av dikterna är också skriven om och till Sandburg. Dikterna har en karaktär av uppbrott från rutin och stagnation och vänder sig mot framtiden: ”Vi måste lära oss de nya melodierna...”
Lundkvists eget omdöme om samlingen i Självporträtt av en drömmare med öppna ögon är ganska negativt, han beskrev den som ”skriven i en hast och bristfälligt sovrad. Det var otåliga dikter, missnöjda med sig själva och min livsföring, uppbrottsappeller som vände sig mot rutin och stagnation, sträckte sig mot nya och omvälvande erfarenheter”. Carl-Eric Nordberg har karakteriserat Lundkvists stadsbilder från det tidiga trettiotalet som att de ”...flimrar nervöst. Poeten låter näthinnan invaderas av trafikbrus, gatuvimmel, funktionalistiska husfasader...men det är som om alltsammans vore fotograferat av en exalterad turist på rastlös genomresa” och såg trots de modernistiska appellerna till nuet och framtiden en längtan tillbaka till barndomens värld och det förgångna.